# Campeonato Africano de Atletismo Júnior de 2013
A 11ª edição do Campeonato Africano de Atletismo Júnior foi organizado pela Confederação Africana de Atletismo no período de 29 de agosto a 1 de setembro de 2013, em Bambous na Maurícia, sendo a segunda vez que a cidade sedia o evento . A competição foi composta por atletas menores de 19 anos, classificados como Júnior ou Sub-20. Foram disputadas 40 provas, com a presença de 223 atletas de 29 nacionalidades. 

## Medalhistas

### Masculino
| Evento                   | Ouro                                                                           | Ouro     | Prata                                                                                   | Prata    | Bronze                                                                                 | Bronze   |
| ------------------------ | ------------------------------------------------------------------------------ | -------- | --------------------------------------------------------------------------------------- | -------- | -------------------------------------------------------------------------------------- | -------- |
| 100 metros               | Harry Chukwudike (NGR)                                                         | 10.54    | Mamus Emuobonuvie (NGR)                                                                 | 10.58    | Jonathan Permal (MRI)                                                                  | 10.65    |
| 200 metros               | Divine Oduduru (NGR)                                                           | 21.19    | Jonathan Permal (MRI)                                                                   | 21.26    | Fana James Mokofeng (RSA)                                                              | 21.62    |
| 400 metros               | Denis Opio (UGA)                                                               | 46.94    | Omeiza Akerele (NGR)                                                                    | 47.32    | Mohamed Belbachir (ALG)                                                                | 47.40    |
| 800 metros               | Berke Kahsay (ETH)                                                             | 1:46.94  | Jonathan Kitilit (KEN)                                                                  | 1:48.03  | Nader Belhanbel (MAR)                                                                  | 1:48.49  |
| 1 500 metros             | Mathew Kiptanui (KEN)                                                          | 3:39.91  | John Maina (KEN)                                                                        | 3:42.31  | Chalachew Shemeles (ETH)                                                               | 3:42.45  |
| 5 000 metros             | Moses Mukono (KEN)                                                             | 13:54.36 | Abdallah Kibet Mande (UGA)                                                              | 13:55.10 | Martin Moses Kurong (UGA)                                                              | 13:56.39 |
| 10 000 metros            | Martin Moses Kurong (UGA)                                                      | 28:31.80 | Elvis Cheboi (KEN)                                                                      | 28:36.28 | Josephat Kiprop (KEN)                                                                  | 28:37.09 |
| 110 metros barreiras     | Mohamed Koussi (MAR)                                                           | 14.14    | Tiaan Smit (RSA)                                                                        | 14.30    | Behailu Alemshet (ETH)                                                                 | 14.57    |
| 400 metros barreiras     | Constant Pretorius (RSA)                                                       | 51.08    | Kenneth Kurui (KEN)                                                                     | 52.65    | Orwin Emilien (MRI)                                                                    | 53.18    |
| 3 000 metros obstáculos  | Festus Kiprono (KEN)                                                           | 8:38.99  | Zewdu Molla (ETH)                                                                       | 8:51.73  | Gigsa Tolosa (ETH)                                                                     | 8:55.38  |
| Revezamento 4×100 metros | Nigéria · Mamus Emuobonuvie · Tega Odele · Divine Oduduru · Harry Chukwudike   | 40.36    | Ilhas Maurícias · Jean-Yann de Grace · Jonathan Permal · Orwin Emilien · Julien Meunier | 40.86    | África do Sul · Keenan Michau · Walter Ungerer · Fana James Mokofeng · Wesley Pinidele | 41.01    |
| Revezamento 4×400 metros | Nigéria · Adedamola Adenui · Charles Okezie · Ugochukwu Ottah · Omeiza Akerele | 3:14.50  | Gâmbia · Wandifa Sanneth · Ebrahima Camara · Omar Jammeh · Tijan Keita                  | 3:14.76  | Etiópia · Fikre Muluken · Mohammed Gemechu · Alemayehu Abera · Chala Abebe             | 3:15.08  |
| 10 km marcha             | Aymene Sabri (ALG)                                                             | 45:58.52 | Getamesay Nigusse (ETH)                                                                 | 46:07.94 | Abdessamie Saidani (ALG)                                                               | 47:21.24 |
| Salto em altura          | Omar Kaseb (EGY)                                                               | 2.11 m   | Theddus Okpara (NGR)                                                                    | 2.05 m   | Heath Takudzwa Muchichwa (ZIM)                                                         | 2.00 m   |
| Salto em comprimento     | Duwayne Andrew Boer (RSA)                                                      | 7.58 m   | Babajide Okulaja (NGR)                                                                  | 7.42 m   | Ruto Kiplagat (KEN)                                                                    | 7.28 m   |
| Triplo salto             | Sabelo Ntokozo Ndlovu (RSA)                                                    | 15.92 m  | Ruto Kiplagat (KEN)                                                                     | 15.43 m  | Duwayne Andrew Boer (RSA)                                                              | 15.13 m  |
| Arremesso de peso        | Mostafa Amr Hassan (EGY)                                                       | 19.59 m  | Mohamed Kalifa (EGY)                                                                    | 19.05 m  | Ruan Combrinck (RSA)                                                                   | 17.08 m  |
| Lançamento de disco      | Gerhard De Beer (RSA)                                                          | 55.58 m  | Mohamed Kalifa (EGY)                                                                    | 50.98 m  | Ahmed Elghobashy (EGY)                                                                 | 50.28 m  |
| Lançamento de martelo    | Eslam Ibrahim (EGY)                                                            | 74.49 m  | Hisham Loufti Abd El Wahab (EGY)                                                        | 61.74 m  | Dean William (SEY)                                                                     | 52.29 m  |
| Lançamento de dardo      | Alex Kiprotich (KEN)                                                           | 71.43 m  | Reinhard Vanzyl (RSA)                                                                   | 69.73 m  | Maged Mohsen El Amer (EGY)                                                             | 69.40 m  |

### Feminino
| Evento                   | Ouro                                                                    | Ouro     | Prata                                                                                    | Prata    | Bronze                                                                                    | Bronze         |
| ------------------------ | ----------------------------------------------------------------------- | -------- | ---------------------------------------------------------------------------------------- | -------- | ----------------------------------------------------------------------------------------- | -------------- |
| 100 metros               | Thebogo Mamathu (RSA)                                                   | 11.98    | Tegest Tamangnu (ETH)                                                                    | 12.12    | Philippa Van Der Merve (RSA)                                                              | 12.16          |
| 200 metros               | Nkiruka Uwakwe (NGR)                                                    | 24.21    | Tegest Tamangnu (ETH)                                                                    | 24.27    | Loungo Matihaku (BOT)                                                                     | 24.62          |
| 400 metros               | Ada Benjamin (NGR)                                                      | 52.87    | Rita Ossai (NGR)                                                                         | 53.84    | Selam Abrhaley (ETH)                                                                      | 54.80          |
| 800 metros               | Alem Gereziher (ETH)                                                    | 2:03.78  | Agatha Kimaswai (KEN)                                                                    | 2:04.91  | Tigst Assefa (ETH)                                                                        | 2:05.65        |
| 1 500 metros             | Dawit Seyaum (ETH)                                                      | 4:09.00  | Tigist Gashaw (ETH)                                                                      | 4:12.38  | Sheila Chepnegetich (KEN)                                                                 | 4:13.15        |
| 3 000 metros             | Haftamnesh Tesfay (ETH)                                                 | 9:32.33  | Sheila Chepnegetich (KEN)                                                                | 9:32.97  | Roman Giday (ETH)                                                                         | 9:36.41        |
| 5 000 metros             | Ruti Aga (ETH)                                                          | 16:00.98 | Lina Cheruto (KEN)                                                                       | 16:04.34 | Alemitu Heroye (ETH)                                                                      | 16:08.85       |
| 100 metros barreiras     | Marthe Koala (BUR)                                                      | 14.09    | Favour Efe (NGR)                                                                         | 14.53    | Mercia Ventea (RSA)                                                                       | 15.04          |
| 400 metros barreiras     | Dihia Haddar (ALG)                                                      | 58.82    | Meaza Kebede (ETH)                                                                       | 1:01.21  | Daisy Akpofa (NGR)                                                                        | 1:01.34        |
| 3 000 metros obstáculos  | Weynshet Ansa (ETH)                                                     | 9:59.46  | Marion Jepkonga Kibor (KEN)                                                              | 10:02.46 | Lina Cheruto (KEN)                                                                        | 10:03.74       |
| Revezamento 4×100 metros | Nigéria · Nkiruka Uwakwe · Ese Brume · Margaret Bolufawi · Nkem Ezealah | 46.28    | África do Sul · Mercia Ventea · Philippa Van Der Merve · Stacey Welsch · Thebogo Mamathu | 47.56    | Não atribuído†                                                                            | Não atribuído† |
| Revezamento 4×400 metros | Nigéria · Nkiruka Uwakwe · Ada Benjamn · Abike Egbeniyi · Rita Ossai    | 3:37.93  | Etiópia · Selam Abrhaley · Tigst Assefa · Mahlet Mulugeta · Alem Gereziher               | 3:42.18  | África do Sul · Lezaan Jordaan · Philippa Van Der Merve · Janet Seeliger · Izelle Neuhoff | 3:57.78        |
| 5 km marcha              | Askale Tiksa (ETH)                                                      | 25:30.90 | Anel Opsthuizen (RSA)                                                                    | 25:39.44 | Sarah Loveth Malagu (NGR)                                                                 | 26:16.53       |
| Salto em altura          | Rhizlane Siba (MAR)                                                     | 1.75 m   | Megan Wilke (RSA)                                                                        | 1.60 m   | Anna Milizar (MRI)                                                                        | 1.60 m         |
| Salto em comprimento     | Ese Brume (NGR)                                                         | 6.33 m‡  | Janet Seeliger (RSA)                                                                     | 6.00 m   | Marthe Koala (BUR)                                                                        | 5.60 m         |
| Triplo salto             | Lezaan Jordaan (RSA)                                                    | 15.07 m  | Geraldine Ann Duvenhage (RSA)                                                            | 13.47 m  | Juditha Aniefuna (NGR)                                                                    | 13.26 m        |
| Arremesso de peso        | Lerato Sechele (LES)                                                    | 12.62 m  | Ese Brume (NGR)                                                                          | 12.52 m  | Amira Bendrif (MAR)                                                                       | 12.16 m        |
| Lançamento de disco      | Fadya El Kasaby (EGY)                                                   | 42.71 m  | Geraldine Ann Duvenhage (RSA)                                                            | 42.00 m  | Marie Helen Rose (SEY)                                                                    | 28.03 m        |
| Lançamento de martelo    | Aya Ebrahem Adly (EGY)                                                  | 53.88 m  | Chene Margo Coetzee (RSA)                                                                | 49.66 m  | Yasmine Talbi (ALG)                                                                       | 48.95 m        |
| Lançamento de dardo      | Megan Wilke (RSA)                                                       | 47.42 m  | Seba Bassem El Sehily (EGY)                                                              | 47.29 m  | Zandri Bailey (RSA)                                                                       | 46.30 m        |

- † Uma terceira equipe da ilha Maurícia esteve presente no revezamento 4 × 100 m feminino, mas não conseguiu terminar a corrida. [2]
- ‡ O vencedor do salto em comprimento, Ese Brume, também teve um salto legal de 6,22 metros. [3]

## Quadro de medalhas
| Ordem | País           | Medalha de ouro | Medalha de prata | Medalha de bronze | Total |
| ----- | -------------- | --------------- | ---------------- | ----------------- | ----- |
| 1     | Nigéria        | 9               | 7                | 3                 | 19    |
| 2     | África do Sul  | 7               | 9                | 8                 | 24    |
| 3     | Etiópia        | 7               | 7                | 8                 | 22    |
| 4     | Egito          | 5               | 4                | 2                 | 11    |
| 5     | Quénia         | 4               | 9                | 4                 | 17    |
| 6     | Uganda         | 2               | 1                | 1                 | 4     |
| 7     | Argélia        | 2               | 0                | 3                 | 5     |
| 8     | Marrocos       | 2               | 0                | 2                 | 4     |
| 9     | Burquina Fasso | 1               | 0                | 1                 | 2     |
| 10    | Lesoto         | 1               | 0                | 0                 | 1     |
| 11    | Maurícia       | 0               | 2                | 3                 | 5     |
| 12    | Gâmbia         | 0               | 1                | 0                 | 1     |
| 13    | Seicheles      | 0               | 0                | 2                 | 2     |
| 14=   | Botswana       | 0               | 0                | 1                 | 1     |
| 14=   | Zimbabwe       | 0               | 0                | 1                 | 1     |
| Total | Total          | 40              | 40               | 39                | 119   |

## Participantes
Participaram do campeonato 223 atletas de 29 nacionalidades.
- Argélia (10)
- Angola (2)
- Botswana (6)
- Burquina Fasso (2)
- República Democrática do Congo (1)
- Egito (11)
- Eritreia (5)
- Etiópia (41)
- Gabão (3)
- Gâmbia (6)
- Quênia (20)
- Lesoto (1)
- Libéria (1)
- Líbia (1)
- Madagáscar (1)
- Ilhas Maurícias (21)
- Marrocos (8)
- Moçambique (3)
- Namíbia (3)
- Nigéria (22)
- Ruanda (1)
- Senegal (4)
- Seicheles (3)
- África do Sul (29)
- Essuatíni (1)
- Tunísia (1)
- Uganda (4)
- Zâmbia (4)
- Zimbabwe (8)

Legenda
| Recorde mundial       | Recorde mundial (World record)               |                       | Recorde africano                      | Recorde africano (African) |                                           | Q | Classificado por posição (Qualified) |
| Recorde do campeonato | Recorde do campeonato (Championship record)  | Recorde da América    | Recorde da América (Americas)         | q                          | Classificado por melhor tempo (Qualified) |   |                                      |
| Melhor marca do ano   | Melhor marca do ano (World leading)          | Recorde asiático      | Recorde asiático (Asian)              | DNS                        | Não largou (Did not start)                |   |                                      |
| Recorde nacional      | Recorde nacional (National record)           | Recorde europeu       | Recorde europeu (European)            | DNF                        | Não terminou (Did not finish)             |   |                                      |
| Recorde pessoal       | Recorde pessoal do atleta (Personal best)    | Recorde da Oceania    | Recorde da Oceania (Oceania)          | DSQ / DQ                   | Desclassificado (Disqualified)            |   |                                      |
| Recorde da temporada  | Recorde da temporada do atleta (Season best) | Recorde sul-americano | Recorde sul-americano (South America) | NM                         | Sem marca (No mark)                       |   |                                      |